# Мейергейм, Вильгельм Александр
Вильгельм Александр Мейергейм (нем. Wilhelm Alexander Meyerheim; 1815 или 1812, Данциг, Западная Пруссия — 13 января 1882, Берлин) — немецкий художник и литограф, баталист и жанрист.

## Биография
Родился в 1815 году в Данциге. Выходец из художественной династии. Его племянниками были живописцы Пауль Фридрих и Франц Эдуард Мейергеймы.
Большую часть жизни провёл в Берлине, где экспонировал свои работы на академических художественных выставках с 1843 года. Писал жанровые и батально-жанровые сцены с изображением прусских солдат на манёврах, на отдыхе, или их взаимодействия с крестьянами, уличные сценки, сценки с крестьянами и городские виды. Часто и хорошо изображал лошадей.
Авторы Энциклопедического словаря Брокгауза и Ефрона, ошибочно считая Вильгельма Александра братом Пауля Фридриха (а не дядей, как было в действительности) его творчество охарактеризовали так: 

Писал батальные сцены, а также жанровые, в которых немаловажную роль играли лошади. Занимался, кроме того, литографированием. Умер в 1882 году. В музее Санкт-Петербургской академии художеств (Кушелевская галерея) находится его картина «Точильщик».

## Галерея
- Уланы и прачки на берегу реки
- Семья крестьян заготовляет сено
- Заготовка хвороста
- Крестьянская семья, наблюдающая за солдатами на манёврах
- На водопое
- Зимняя сцена